# Arne Sucksdorff
Arne Edvard Sucksdorff (Estocolmo, 3 de febrero de 1917, – Estocolmo, 4 de mayo de 2001) era un director de cine sueco, considerado uno de los mejores documentalistas del cine. Fue particularmente célebre por sus documentales de naturaleza visualmente poética y escénica. Sus obras incluyen  Pojken i trädet  ( El chico en el árbol ) y el ganador de un Premio Óscar  Människor i Stad  (Sinfonía de una ciudad).
Tal vez el trabajo más admirado de Sucksdorff fue el aclamado internacionalmente  Det Stora Äventyret (1953)  ( La gran aventura ) sobre un año al aire libre contado en forma semidocumental desde el punto de vista de un granjero. Se destaca por su notable fotografía y escenas auténticas de la naturaleza, y su atractivo para los niños por su historia de nutrias domesticadas. Sucksdorff también apareció como actor en esta película, retratando al padre, mientras que su hijo de la vida real también es actor. La película ganó el Premio Internacional en el Festival Internacional de Cine de Cannes de 1954 y la Gran Medalla de Plata (Documentales y Películas de Cultura) en el Festival Internacional de Cine de Berlín de 1954.
A principios de la década de 1960, Sucksdorff se mudó a Río de Janeiro, donde dio clases de cine en la escuela de cine y continuó haciendo documentales, así como el drama documental  Mitt hem är Copacabana  (Mi hogar es Copacabana), que fue polémico debido a que Sucksdorff inventa una historia de fondo como un huérfano callejero para uno de los actores principales, un niño de nueve años de Ipanema, cuya hija contó la historia real en un libro de 2019.  Esta película entró en la sección oficial del Festival Internacional de Cine de Cannes de 1965 y el Festival Internacional de Cine de Moscú. Sucksdorff también ganó el Premio Guldbagge al mejor director. En ese mismo galardón, ganó el Premio a la creatividad. Su última película de 1971 Cry of the Penguins (también titulada Mr. Forbush and the Penguins), fue protagonizada por John Hurt y Hayley Mills
En sus últimos años, se convirtió en un gran divulgador sobre la deforestación y la defensa del medio ambiente. Murió a causa de una neumonia en 2001 en su ciudad natal, Estocolmo.

## Filmografía

### Director
- Skuggor över snön (1945, Corto)
- Symphony of a City (1947, Corto)
- Uppbrott (Corto; 1948)
- Indisk by (Corto; 1951)
- La gran aventura (1953) - Padre
- Vinden och floden (1953, Corto)
- The Flute and the Arrow (1957)
- My Home Is Copacabana (1965)
- Mr. Forbush and the Penguins (1971) (con Roy Boulting y Alfred Viola)

## Premios y distinciones
Festival Internacional de Cine de Cannes
| Año  | Categoría        | Película             | Resultado |
| ---- | ---------------- | -------------------- | --------- |
| 1954 | Mención especial | Det Stora Ädventyret | Ganadora  |

Festival Internacional de Cine de Berlín
| Año  | Categoría                                                   | Película            | Resultado |
| ---- | ----------------------------------------------------------- | ------------------- | --------- |
| 1954 | Gran medalla de plata (documentales y películas culturales) | Det stora äventyret | Ganador   |